# 二次安检 (美国)

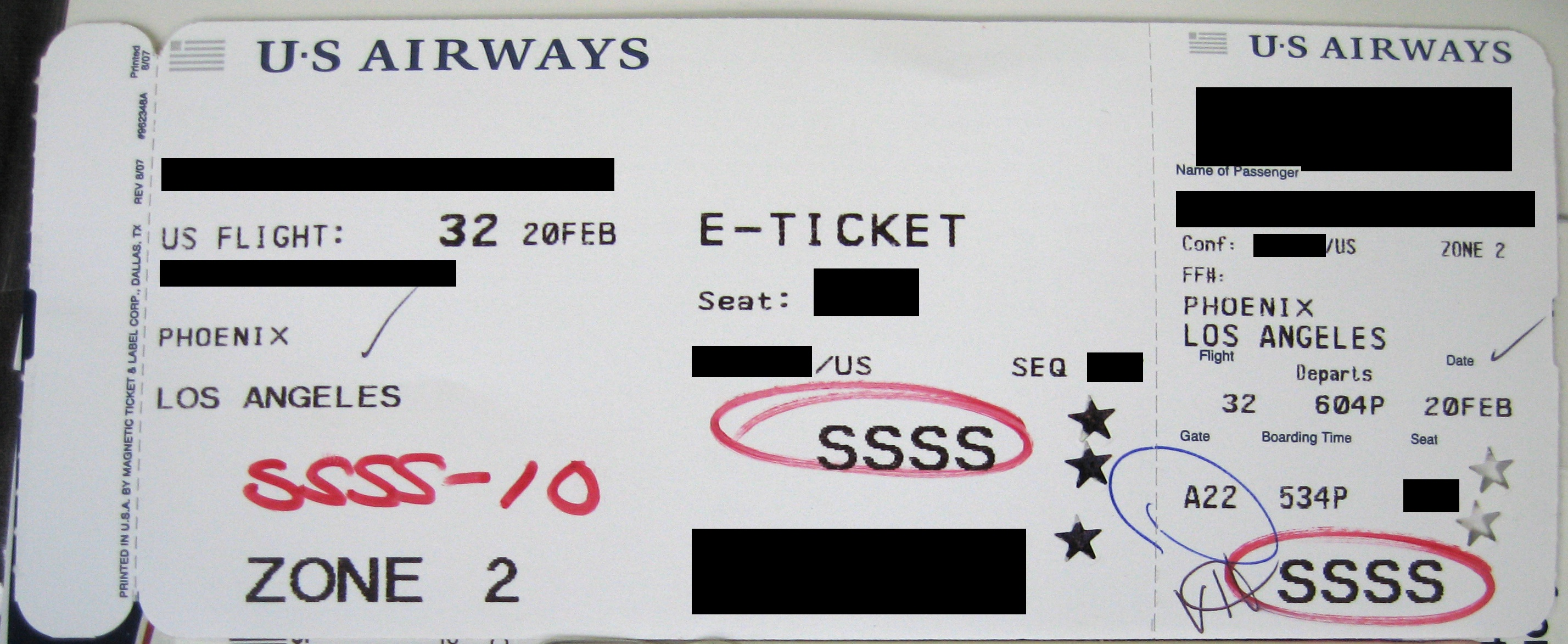
一张出现二次安检标识的登机牌

二次安检（英語：Secondary Security Screening Selection，缩写SSSS）是美国运输安全管理局（TSA）对部分航空旅客要求的额外安全检查。

## 概述
二次安检针对任何入境美国的航班和美国国内航班的乘客。如果一名乘客符合TSA二次安检的要求，航空公司将禁止该名乘客进行線上報到或自助報到，而只能进行臨櫃報到。被选中的乘客的登机牌上将会出现SSSS的字样（有时会是*S*的字样，美西南航空则是一个棋盘图案），以提示安检人员对这名乘客额外注意。乘客除了基本的X光扫描检查以外，还需要接受问询、人工行李检查、爆炸物痕量探测甚至搜身。这些检查过程至少会花掉30分钟。通过检查的乘客会被安检人员在机票上打上特殊标识予以放行，反之或拒绝进行二次安检者则将被拒绝登机。

## 检查对象
虽然TSA宣称二次安检的对象是随机抽取的，但一般认为符合如下特点的乘客很容易受到二次安检：
- 高风险国家出身的乘客
- 在飞行当日使用现金购票的乘客
- 仅购买了单程机票或当日往返机票的乘客
- 和恐怖分子重名，或位列恐怖分子名单上的乘客
- 经常前往高风险国家的乘客
- 有不良入境记录[4]
- 有携带违禁品登机的记录[4]
- 证件问题[4]

此外，TSA宣称手中有一个必须接受二次安检人员的名单。名单的内容并未被公布且内容一直在更新。不过，如果怀疑自己身处这个名单的话，可以通过申诉予以解除。

## 社会反映
二次安检是从911事件以后开始实施的。目的是从乘客中筛选出潜在的恐怖分子。然而自特朗普上台以后，二次安检的出现频率明显增高，自2017年以来，每天会有超过32万名乘客受到影响。因此这个政策引致很多乘客的不满。此外，尽管TSA宣称没有任何未成年人身处二次安检名单内，至今仍有很多未成年人因为和名单上的人重名而需要接受二次安检。
美國公民自由聯盟认为二次安检是种族主义行为。也有一些社会活动人士相信美国政府将一些异见人士放在二次安检名单之上，以故意为他们的生活制造不便。
由于二次安检可能导致登机时间被严重拉长，一些航空公司建议乘客至少提前三小时进行安检，以避免错过航班。